# Esfendijar

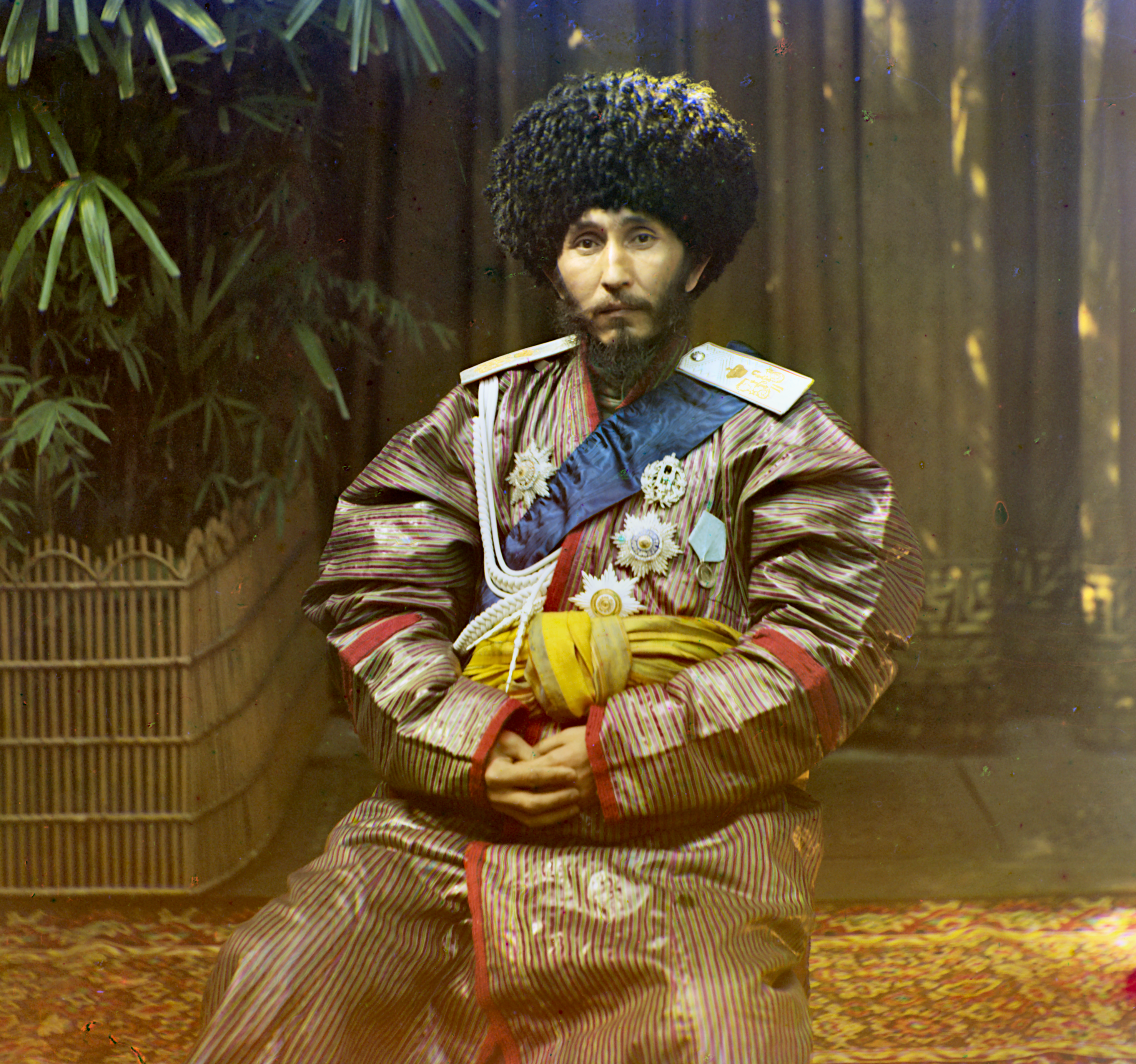
Esfendijar (Isfandjar Dschurdschi Bahadur). Foto des Farbfotografie-Pioniers Sergei Prokudin-Gorski um 1911.

Esfendijar († 1920) war der letzte Khan des Khanats Chiwa.

## Leben und Wirken
Esfendijar Khan herrschte ab 1910 im zum Russischen Kaiserreich gehörenden Khanat Chiwa. Dies war seit 1873 ein Protektorat. Im Verlauf des Ersten Weltkriegs übersandte er über eine Viertelmillion Rubel an den Gouverneur von Russisch-Turkestan in der Hoffnung, dass es ihm Sympathien bei der russischen Zentralregierung bringen würde.
Er war der letzte Khan von Chiwa, ehe in seinem Todesjahr die Volksrepublik Choresmien etabliert wurde. Wesir unter Esfendijar war beispielsweise Said Islam Khodja († 1913).
In der Regierungszeit Esfendijars wurden beispielsweise die heute zum UNESCO-Welterbe Ichan Qalʼа gehörenden Gedenkstätte Pahlawan Mahmud, in der sich die Nekropole der Khane befindet, erweitert. Er ließ an der Westwand des Hofes eine zweigeschossige Qori-Khane und an der Ostwand eine zum Totenhof offene Sommermoschee anbauen. Auch ließ er noch zu Lebzeiten in der Qori-Khane seine Gruft vorbereiten. In dieser wurde er jedoch nicht bestattet, da er 1920 außerhalb der Stadt Chiwa in Folge eines Umsturzes durch den turkmenischen Führer Dschumaid Khan umkam und es eines Brauchs folgend nicht erlaubt war, Verstorbene durch die Stadtmauern und Tore Chiwas zu bringen.